# Boss Fight Books
Boss Fight Books è una casa editrice statunitense specializzata in libri su videogiochi. Il progetto inizialmente prevedeva la pubblicazione di cinque libri a tema videoludico, finanziati mediante crowdfunding tramite Kickstarter. Ogni libro è dedicato all'analisi di un singolo videogioco, in maniera analoga alla serie di libri 33 1/3 dedicata ad album musicali. Alcuni volumi sono pubblicati in francese dall'editore Omaké Books nella collana Gaming Legends.

## Libri
1. EarthBound
2. Chrono Trigger
3. ZZT
4. Galaga
5. Jagged Alliance 2
6. Super Mario Bros. 2
7. Bible Adventures
8. Baldur's Gate II
9. Metal Gear Solid
10. Shadow of the Colossus
11. Spelunky
12. World of Warcraft
13. Super Mario Bros. 3
14. Mega Man 3
15. Soft & Cuddly
16. Kingdom Hearts II
17. Katamari Damacy
18. Final Fantasy V
19. Shovel Knight
20. Star Wars: Knights of the Old Republic
21. NBA Jam
22. Breakout: Pilgrim in the Microworld
23. Postal
24. Red Dead Redemption
25. Resident Evil
26. The Legend of Zelda: Majora's Mask
27. Silent Hill 2
28. Final Fantasy VI
29. GoldenEye 007
30. PaRappa the Rapper
31. Minesweeper
32. Day of the Tentacle
33. Animal Crossing
34. EverQuest
35. Untitled Goose Game
36. Outer Wilds
37. Dance Dance Revolution